# Simca 1301 e 1501
La Simca 1301 e la 1501 erano due autovetture di fascia medio-alta prodotte dal 1966 al 1975 dalla casa automobilistica francese SIMCA.

## Storia e profilo
Le Simca 1301 e 1501 furono presentate nell'ottobre del 1966, anche se una presentazione in anteprima per la stampa si ebbe il 31 agosto dello stesso anno. La 1301 e la 1501 furono di fatto le evoluzioni naturali delle precedenti 1300 e 1500 con le quali condividevano motori e meccanica.

### Caratteristiche
Rispetto alle due progenitrici, le 1301 e 1501 mantenevano la stessa impostazione stilistica, anche se resa decisamente più moderna: erano quindi caratterizzate dallo stesso corpo vettura a tre volumi e a quattro porte. Le differenze più evidenti stavano negli sbalzi anteriore e posteriore: il muso era infatti più lungo di 6.9 cm, mentre la coda risultava allungata di ben 13.5 cm in modo da permettere una maggiore capienza di carico. Ne conseguì che le 1301 e le 1501 erano più lunghe di ben 21 cm rispetto alle 1300 e 1500 da cui derivavano. Altre differenze stavano sia nel frontale, dove trovava posto una nuova calandra leggermente ridisegnata e nella coda, dove i precedenti faretti circolari lasciarono il posto a due fari rettangolari a sviluppo orizzontale, non molto grandi, ma che sicuramente donavano maggior decisione all'aspetto della coda stessa. Nell'abitacolo spicca la plancia a sviluppo orizzontale e dal disegno rettilineo. Nonostante la scomparsa di alcune "chicche" come la luce di cortesia interna, vennero migliorate le qualità di comfort dei sedili e delle loro imbottiture.
Anche i propulsori utilizzati erano gli stessi della serie 1300/1500, sebbene in parte fossero stati rivisti in alcuni punti. La 1301 era così equipaggiata dal 4 cilindri Rush da 1290 cm³ con valvole in testa, alimentato a carburatore monocorpo in grado di erogare 54 CV DIN (pari ai 62 CV SAE dichiarati nella 1300) e di lanciare la vettura a 135 km/h di velocità massima. Analogamente, la Simca 1501 era equipaggiata dallo stesso motore 2N2 della precedente Simca 1500, un 4 cilindri da 1475 cm³ alimentato a carburatore doppio corpo ed in grado di erogare 69 CV di potenza massima. La velocità massima migliorò leggermente, arrivando a 150 km/h.
Più in generale, i due nuovi modelli ricalcavano quasi per intero quanto già visto nei modelli precedenti: si ritrovavano quindi il cambio manuale a 4 marce, le sospensioni posteriori ad assale rigido e l'impianto frenante misto.

### Gamma ed allestimenti
All'inizio della produzione, la gamma 1301/1501 era composta come segue:
- 1301 e 1501, negli allestimenti LS, GL e GLS;
- 1301 Break e 1501 Break, negli allestimenti LS e GLS;
- 1301 Familiale e 1501 Familiale, nel solo allestimento LS;

Erano quindi disponibili subito le versioni giardinette e la familiale con carrozzeria a sette posti.

## Evoluzione
Le prime consegne cominciarono tra la fine del 1966 e l'inizio del 1967: a marzo la gamma fu completata con l'arrivo della 1301 U, un'inedita versione van con i vetri posteriori sostituiti da lamiere e solo due posti disponibili, mentre la parte posteriore dell'abitacolo è stata completamente svuotata per farne un vano di carico.
Come per la 1300 e la 1500, anche alle nuove 1301 e 1501 venne applicata la garanzia di due anni su motore, cambio e sospensioni. Ciò fece in modo da attirare nuovi clienti e sancire il successo commerciale dei due modelli. Purtroppo, l'ombra della Chrysler finì con il coprire i metodi tradizionali della Simca e andò a costituire un problema per gli sviluppi dei successivi progetti della Casa francese.
Nell'autunno del 1968 la gamma fu rivista e semplificata: tra le berline 1301 rimasero in listino le 1301 LS e GL, mentre le 1301 Break e Familiale vennero tutte sostituite da un'unica versione, la 1301 GL. Quanto alle 1501, vennero cancellate le versioni LS e GLS, lasciando in listino la già esistente GL e la nuova 1501 Spécial, disponibile sia come berlina sia come Break (così come del resto anche la GL). La 1501 Spécial era equipaggiata dallo stesso motore delle altre 1501, ma rivisto in maniera tale da arrivare ad erogare 81 CV DIN (95 CV SAE) di potenza massima, e di superare i 160 km/h di velocità massima. Un'altra caratteristica della Spécial fu il ponte posteriore dal rapporto allungato. In questa versione fu montato il servofreno ed uno sportiveggiante volante a tre razze. Dalla gamma sparì anche la 1301 U, che riscosse poco interesse.

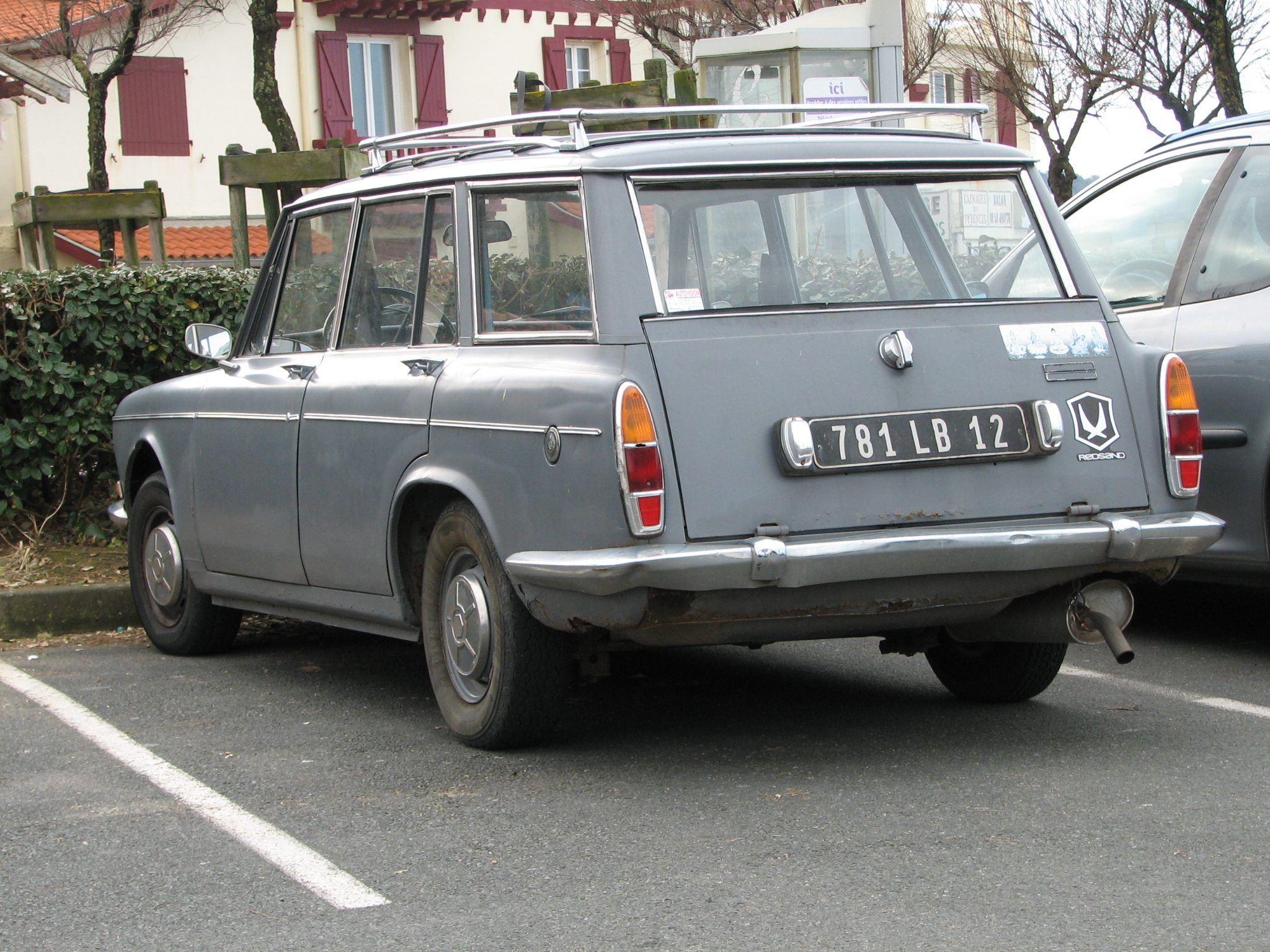
Posteriore di una Simca 1501 Break

Nel settembre 1969, per la 1501 vi fu un restyling piuttosto evidente, soprattutto nel frontale, dove trovò posto una calandra completamente ridisegnata e che integrava una coppia di fari di profondità ai suoi lati. La 1301, invece, rimase esteticamente invariata. Internamente, per tutta la gamma vi fu una nuova plancia e un nuovo quadro strumenti con elementi rotondi (due per la 1301 e quattro per la 1501), ma anche la predisposizione per l'autoradio. Un'altra significativa novità inerente all'abitacolo riguardò l'utilizzo di tinte dei rivestimenti coordinate ed armonizzate. Meccanicamente, tutte le 1501 beneficiarono del motore 342S da 81 CV, che fino a quel momento aveva equipaggiato solo la Spécial. Quest'ultima, a quel punto, si differenziò dalle altre 1501 solo per l'allestimento interno e la dotazione più ricca.
All'inizio del 1970, vide il proprio motore Rush sostituito dal più moderno motore Type 345: sempre della cilindrata di 1290 cm³, questo motore fu proposto in versione normale (con potenza da 60 CV) o S. In quest'ultima configurazione, siglata 345 S, la potenza crebbe fino a 70 CV, per un motore che andò ad equipaggiare la 1301 Spécial, ossia la vera novità riguardante la gamma 1301 fin dal suo debutto. Altre migliorie contribuirono ad accrescere le doti di affidabilità, diminuendo nel contempo i consumi. Invece, il motore 1.3 da 60 CV andò ad equipaggiare l'unica altra 1301 berlina rimasta, ossia la LS. Quest'ultima rimase in listino fino ad agosto, per essere poi sostituita dalla 1301, senza sigle aggiuntive. In pratica, nel settembre del 1970, la gamma fu la seguente:
- 1301, con motore 1.3 da 60 CV;
- 1301 Spécial, con motore 1.3 da 70 CV;
- 1301 Break Spécial, con motore da 70 CV;
- 1501 Break Spécial, con motore 1.5 da 81 CV.

Da notare la scomparsa delle berline 1501, voluta dai vertici Chrysler (che ormai deteneva il 95% del pacchetto azionario della Simca) per non intralciare la carriera commerciale della Type 160. In realtà, un lotto di esemplari di 1501 con carrozzeria berlina continuò ad essere prodotto per un po' di tempo per alcuni mercati esteri e commercializzata con la denominazione 1501 GLE, dove la E stava per Export.

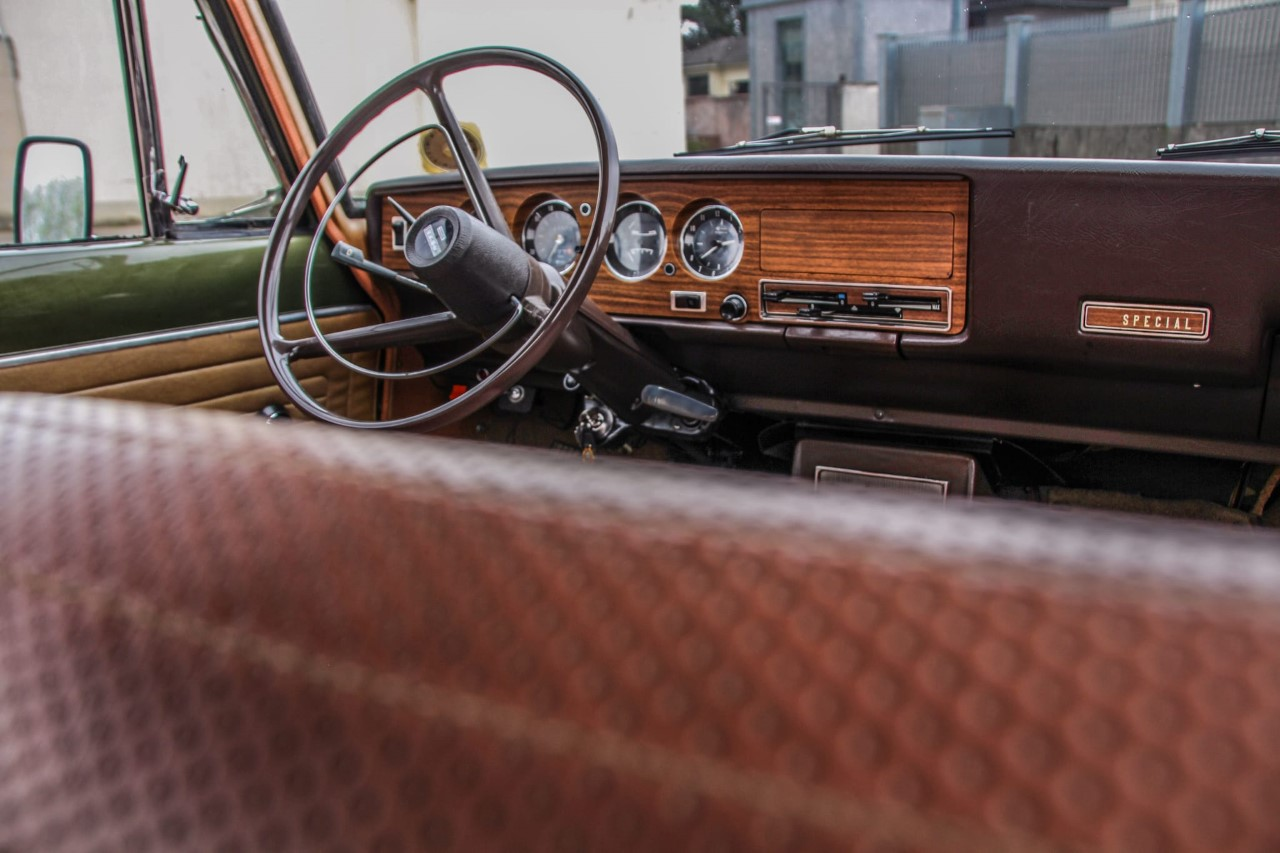
Plancia con il nuovo volante a calice

Nel 1971, la nuova calandra venne adottata anche dalle 1301, in qualunque allestimento. Ciò fece parte di un programma di razionalizzazione voluto dalla Chrysler Europe, che tese a standardizzare il più possibile i modelli Simca, per ridurne i costi e spuntare i migliori profitti possibili. Sempre nel 1971, arrivò lo specchietto retrovisore esterno destro ed un nuovo volante a calice con clacson concentrico. Tra gli optional più particolari, va citato il tetto in vinile, che sottolineò l'eleganza della vettura, rendendola ancora un modello piuttosto ambito. Nello stesso anno, però, la 1301 di base e le 1501 Break uscirono dal listino e a quel punto la gamma risultò composta solo ed unicamente dalla 1301 Spécial in versione berlina e Break.

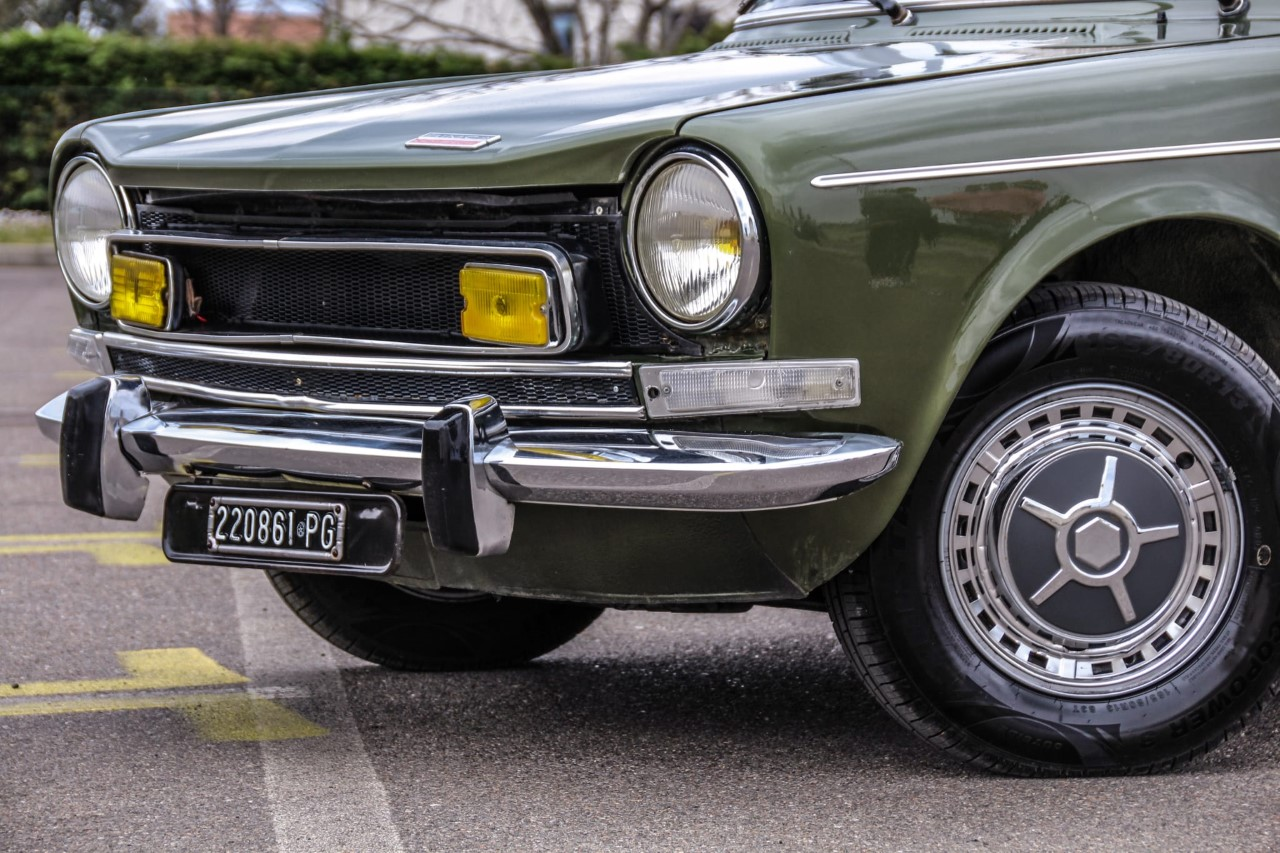
La nuova calandra introdotta nel 1971

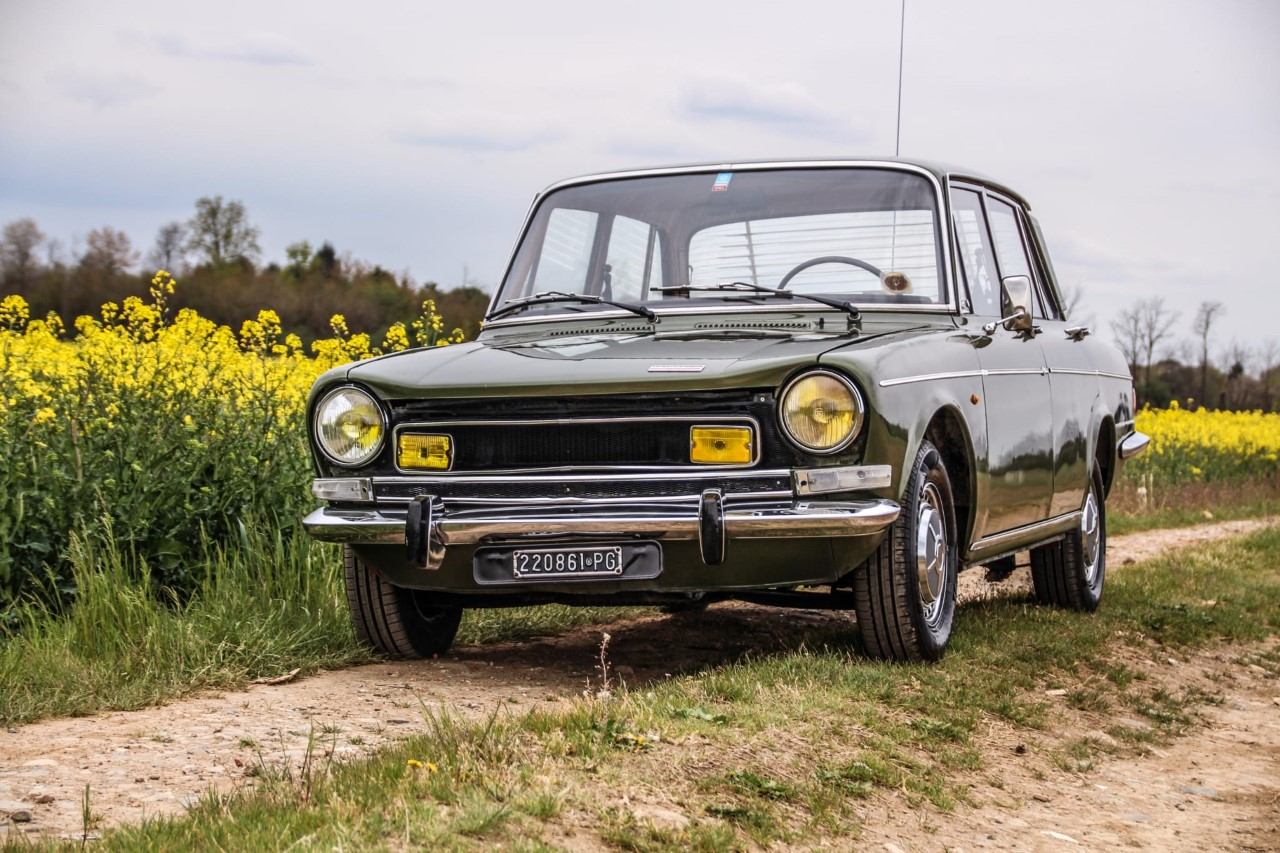
Simca 1301 Special 1973

Nel 1972 vi furono solo aggiornamenti di dettaglio per la gamma 1301, rivolti essenzialmente alla dotazione (accendisigari, retrovisore interno antiabbagliamento, migliore insonorizzazione interna, ecc.) e alla meccanica (cambio rinforzato, freni posteriori, ecc).
Nel 1973, invece, vi furono novità più sostanziose e per certi versi anche curiose: infatti, lo scarso successo incontrato dalla Type 160 spinse i vertici Chrysler a riprendere la produzione della 1501, che quindi tornò in listino nell'allestimento Spécial (e sempre nelle due varianti di carrozzeria), ma con motore depotenziato a 73 CV. Dal canto suo, la 1301, per non stare troppo a ridosso della "sorella maggiore", si privò a sua volta di qualche cavallo vapore e scese così da 70 a 67 CV. Il depotenziamento dei modelli fu voluto però principalmente per diminuirne i consumi, vista la crisi petrolifera scoppiata proprio in quell'anno e che mise in ginocchio i propositi (e i modelli) di molte Case automobilistiche.
L'unico aggiornamento degno di nota per il 1974 fu l'introduzione nell'intera gamma delle luci di retromarcia, divenute obbligatorie dal settembre di quell'anno. Ve ne fu anche un altro, ma molto meno visibile: nella 1501 la potenza scese a 71 CV.
Nel 1975 furono presentate le Simca 1307, 1308 e 1309: nel mese di luglio la 1301 venne tolta di produzione, seguita a settembre dalla 1501, ma la gamma resistette ancora tanto da poter affrontare il suo ultimo Salone di Parigi. Nel gennaio del 1976 anche le Break scomparvero dal listino, mentre gli ultimi esemplari, in entrambe le configurazioni di carrozzeria, vennero smaltiti entro la prima metà dell'anno seguente.

## Riepilogo caratteristiche
Di seguito vengono riepilogate le caratteristiche delle varie versioni previste per la gamma 1301/1501:
| Simca 1301 / 1501 |             |                       |                  |                |                    |                |                    |              |                    |
| Modello           | Carrozzeria | Allestimento          | Motore           | Cilindrata cm³ | Potenza CV DIN/rpm | Coppia (Nm/rpm | Massa a vuoto (kg) | Velocità max | Anni di produzione |
| 1301              | berlina     | LS, GL e GLS          | Type 312T (Rush) | 1290           | 54/5200            | 87/2600        | 990                | 135          | 1966-69            |
| 1301              | berlina     | LS                    | Type 345         | 1290           | 60/5400            | 87.3/4300      | 990                | 140          | 02/1970-08/1970    |
| 1301              | berlina     | base                  | Type 345         | 1290           | 60/5400            | 87.3/4300      | 990                | 140          | 1970-71            |
| 1301              | berlina     | Spécial               | Type 345 S       | 1290           | 70/5400            | 88.3/4600      | 1.010              | 152          | 1970-73            |
| 1301              | berlina     | Spécial               | 2L2              | 1290           | 67/5400            | 99/4000        | 1.010              | 152          | 1973-75            |
| 1301              | Break       | LS, LS Familiale, GLS | Type 312T (Rush) | 1290           | 54/5200            | 87/2600        | 1.150              | 130          | 1967-68            |
| 1301              | Break       | GL                    | Type 312T (Rush) | 1290           | 54/5200            | 87/2600        | 1.150              | 130          | 1968-69            |
| 1301              | Break       | Spécial               | Type 345 S       | 1290           | 70/5400            | 88.3/4600      | 1.170              | 145          | 1970-73            |
| 1301              | Break       | Spécial               | 2L2              | 1290           | 67/5400            | 99/4000        | 1.170              | 143          | 1973-75            |
| 1501              | berlina     | LS, GL, GLS           | Type 342         | 1475           | 69/5200            | 100/2600       | 1.010              | 147          | 1966-68            |
| 1501              | berlina     | GL                    | Type 342 S       | 1475           | 81/5200            | 122/4000       | 1.020              | 160          | 1968-70            |
| 1501              | berlina     | Spécial               | Type 342 S       | 1475           | 81/5200            | 122/4000       | 1.020              | 160          | 1968-70            |
| 1501              | berlina     | Spécial               | 2N2              | 1475           | 73/5100            | 114/3600       | 1.020              | 160          | 1973-75            |
| 1501              | Break       | LS, LS Familiale, GLS | Type 342         | 1475           | 69/5200            | 100/2600       | 1.190              | 142          | 1967-68            |
| 1501              | Break       | GL                    | Type 342         | 1475           | 69/5200            | 100/2600       | 1.190              | 142          | 1968-69            |
| 1501              | Break       | GL                    | Type 342 S       | 1475           | 81/5200            | 122/4000       | 1.210              | 150          | 1969-71            |
| 1501              | Break       | Spécial               | Type 342 S       | 1475           | 81/5200            | 122/4000       | 1.210              | 150          | 1968-71            |
| 1501              | Break       | Spécial               | 2N2              | 1475           | 73/5100            | 114/3600       | 1.210              | 142          | 1973-74            |
| 1501              | Break       | Spécial               | 2N2              | 1475           | 71/5000            | 114/3600       | 1.210              | 140          | 1974-75            |